# Silvestrosaurus buzzii
Il silvestrosauro (Silvestrosaurus buzzii) è un rettile marino estinto, appartenente ai notosauri. Visse nel Triassico medio (Anisico/Ladinico, circa 238 milioni di anni fa) e i suoi resti fossili sono stati ritrovati in Svizzera, nel giacimento di Monte San Giorgio. 

## Descrizione
Questo animale era di dimensioni relativamente piccole se rapportato a quelle di altri notosauri: la lunghezza non doveva superare i 60 centimetri. Il singolo esemplare fossile su cui si basa la specie mostra un animale dal corpo allungato, il collo moderatamente lungo e il cranio dotato di grandi orbite e di finestre temporali di dimensioni simili. Le costole non mostrano particolari segni di pachiostosi (al contrario di altri notosauri come Ceresiosaurus). In generale, l'aspetto era molto simile a quello del più noto Lariosaurus, con il quale è stato a volte posto in sinonimia.

## Classificazione
L'esemplare su cui si basa Silvestrosaurus è stato descritto per la prima volta nel 1989 da Tschanz, che lo ritenne una nuova specie di Lariosaurus. L'anno successivo Emil Kuhn-Schnyder istituì il nuovo genere Silvestrosaurus per evidenziare le caratteristiche anatomiche distintive di questo esemplare. Altri studiosi, però (Rieppel 1998) ritennero S. buzzii una semplice specie all'interno del genere Lariosaurus.